# Géraud Venzac

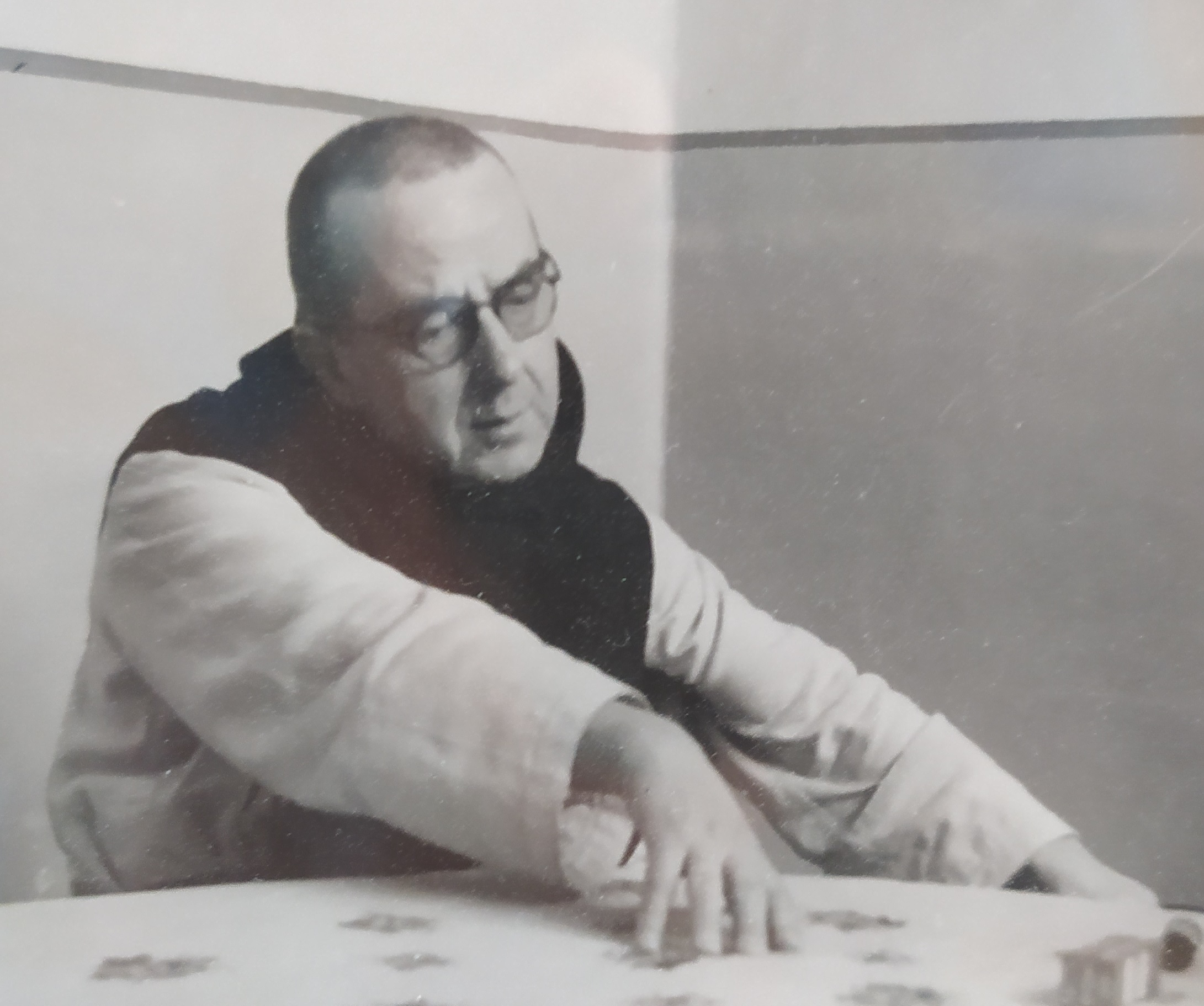
Géraud Venzac – 60er Jahre (Foto zur Verfügung gestellt von der Familie)

Géraud Venzac (* 9. Juni 1901; † 30. April 1981) war ein französischer Priester, Mönch, Romanist, Literaturwissenschaftler und Lexikograf.

## Leben und Werk
Venzac wurde 1925 im Bistum Saint-Flour zum Priester geweiht und war von 1943 bis 1961 Professor für französische Literatur am Institut Catholique de Paris und Kanonikus. Er habilitierte sich 1954 mit den beiden Thèses Les origines religieuses de Victor Hugo (Paris 1955, Prix Gustave Le Métais-Larivière 1956 der Académie française) und Les premiers maîtres de Victor Hugo (Paris 1955). 1961 trat er in den Trappistenorden ein (Abbaye du Mont des Cats in Godewaersvelde).

## Weitere Werke
- De Chateaubriand à Barrès. Aux pays de leur enfance, Troyes 1936, Paris 1938 (Vorwort durch Jean Calvet); Aux pays de leur enfance. Chateaubriand. Lamartine. Renan. Taine. Barrès, Paris 1956
- (Hrsg.) Victor Hugo, Trois cahiers de vers français [1815–1818], Paris 1952
- Au pays de Madame Bovary, Paris/Genf 1957
- En Grèce. Images et légendes, sites et croquis, Paris 1957
- Jeux d'ombre et de lumière sur la jeunesse d'André Chénier, Paris 1957
- (Bearbeiter) Émile Littré, Dictionnaire de la langue française, abrégé par Amédée Beaujean. Révision et mise à jour, Paris 1958, 1959, 1960, 1964